# Luigi Copello
Stefano Biglia (Lavagna, Génova, Italia, 12 de febrero de 1972) es un historietista italiano.

## Biografía
Estudió en la Escuela del cómic de Chiavari, donde conoció a Renzo Calegari, del que se convirtió en aprendiz y colaborador, dibujando varias historias para la revista  Il Giornalino. En 1994, empezó a trabajar para la editorial Bonelli: en febrero fue publicada una historia de Tex realizada junto a Renzo Calegari y Stefano Biglia, con guion de Claudio Nizzi. Tras este trabajo, entró a formar parte del equipo de Nick Raider, del que realizó tres episodios junto a Biglia y cinco en calidad de único dibujante. Dibujó una historia de Viento Mágico junto a Frederic Volante y Bruno Ramella, para luego pasar a ilustrar varios episodios de Julia.

## Obras
2019  Julia:  Las aventuras de una crominóloga. Panini España S.A. en el número 2
2012 Hembras. Exposición en Génova. Italia,